# Zijdehoen

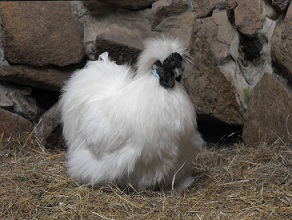
Een zijdehaan

Het zijdehoen of Wugu-ji (乌骨鸡) (Gallus gallus domesticus Brisson) is een Chinees kippenras. Het werd vroeger ook wel neger- of morenhoender genoemd vanwege de hyperpigmentatie. De vacht van het dier heeft meer weg van harige wol dan van veren. Per poot heeft dit hoen vijf tenen in plaats van de gebruikelijke vier.

## Kenmerken

### Gevederte
Het gevederte is het opvallendste kenmerk van dit ras. De wollige veren, die op haar lijken, zijn erg zacht en voelen aan als zijde, vandaar de naam zijdehoen. De eigenschap is terug te leiden op een enkel gen op chromosoom 3, dat als "h" aangeduid wordt. Zijdegevederte wordt autosomaal recessief vererfd.

### Kleur van vel en weefsel
De huid is zwart tot blauw en paarsig. Ook het vlees, de botten en bloed zijn zwart. Deze hyperpigmentatie is het gevolg van een genetische afwijking die fibromelanose wordt genoemd. Ze komt, behalve bij zijdehoenders, ook bij enkele andere kippenrassen voor.

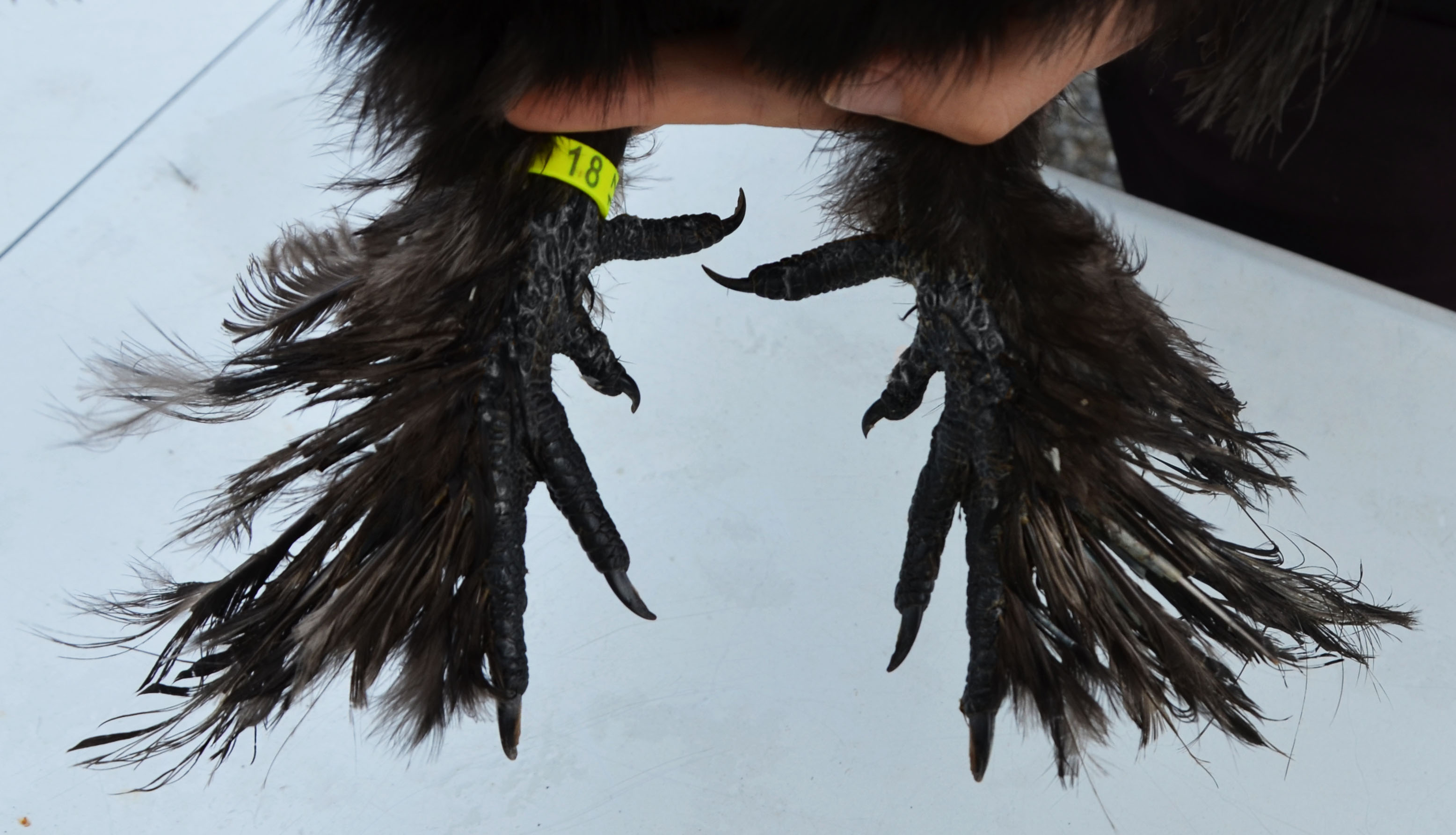
Poten

### Polydactylie
Het zijdehoen heeft vier 'vingers' aan de vleugel, waarvan er twee aan elkaar gegroeid zijn (zoals bij elke vogel) en nog een gewone vinger en een extra vinger. De laatste twee vingers hebben klauwen. De poten zijn licht behaard en vrij grof geschubd. Ook heeft het zijdehoen vijf tenen aan de voeten in plaats van de gebruikelijke vier. De tenen zijn voorzien van lange klauwen.  

### Kop
Boven de snavel is een verdikking die 'walnootkam' wordt genoemd. Hij is donker purper tot zwart van kleur. Het zijdehoen heeft felblauwe oorlellen, die op oorbellen lijken. De ogen zijn donker.

### Kleurslagen
De vacht van het zijdehoen kent de volgende kleurslagen: wit, zwart, patrijs, rood, blauw, parelgrijs, koekoek, zilverpatrijs en buff. Oorspronkelijk is het hoen wit en zwart, deze kleurslagen zijn het meest gebruikelijk.

### Gewicht
De hoenders worden gemiddeld bijna 1,5 kg zwaar.

## Karakter en gedrag

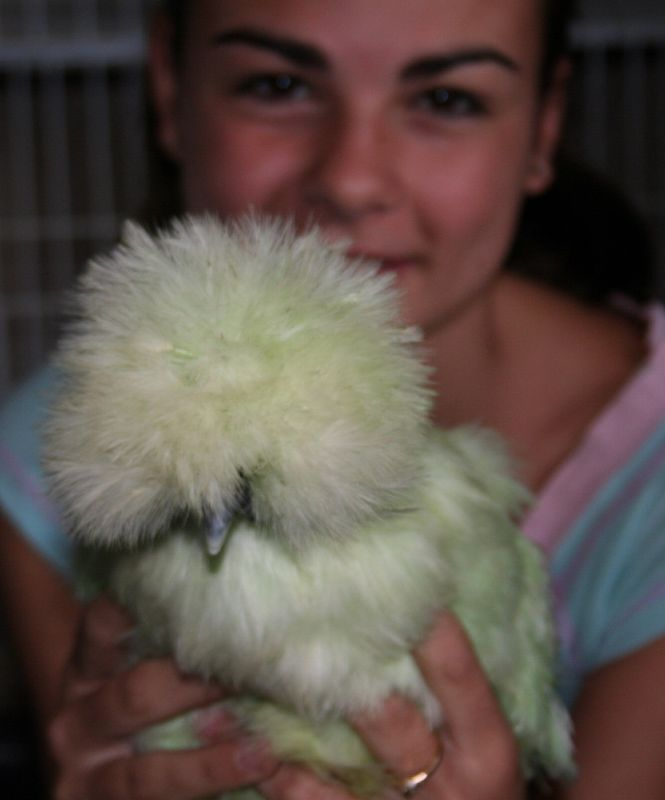
Aaien van een wit zijdehoen

Zijdehoenders zijn bijzonder rustige dieren, die zelden ziek zijn en op een wat kleinere oppervlakte gehouden kunnen worden. Ze zijn handtam te maken. De hoenders kunnen tegen extreme temperaturen, vooral tegen de kou. Ze kwamen waarschijnlijk van oorsprong uit het Himalayagebergte. Het zijn sterke dieren. Ze kunnen niet vliegen, omdat ze geen veerstructuur in hun vacht hebben. Daarom is een lage omheining van ongeveer 50 cm meestal voldoende. Zijdehoenders vechten nauwelijks, ook hanen niet, tenzij ze in dezelfde ren zitten met een agressief kippenras.
Het dier wordt door fokkers als broedvogel gebruikt voor het uitbroeden van kostbare eieren van siervogels, eenden of fazanten. Zonder problemen voeden ze de hun toegewezen kuikens op, verdedigen ze tegen indringers, maar leren ze ook dat mensen geen gevaar zijn.

## Oorsprong en geschiedenis
De oorsprong van het zijdehoen is onduidelijk en wordt zowel in India als op Java vermoed. De voorlopers van de huidige zijdehoenders moeten al duizenden jaren hebben bestaan. De Griekse wijsgeer Aristoteles kende al zwarte en witte hoenders met 'kattenhaar' uit het rijk van Mamgi (China). Volgens Chinakenner Thien vermelden Chinese geschriften over de Wugu-ji, dat net als het Japanse Ukotsuhei zoveel betekent als 'kraaien' of 'hoen-met-zwarte-botten', dat ze reeds bekend waren in het begin van de Tang-dynastie (618-907 n. Chr.). Het zijdehoen was toen al belangrijk in de Chinese geneeskunst. Odoric van Friuli vermeldde de soort in zijn boek Mijn reis naar het verre oosten (1330).
Hoewel Aristoteles al zijdehoenders noemde, hoorde men in Europa voor het eerst van het zijdehoen door de Italiaanse ontdekker Marco Polo, die ze in het zuiden van de provincies Koh en in Fukken aangetroffen had. In de Middeleeuwen door zwendelaars en zakenlui verkocht als een kruising tussen een konijn en een hoen, moet het zijdehoen in diverse variaties en verschillende richtingen naar Europa gekomen zijn.

## Het zijdehoen als voedsel

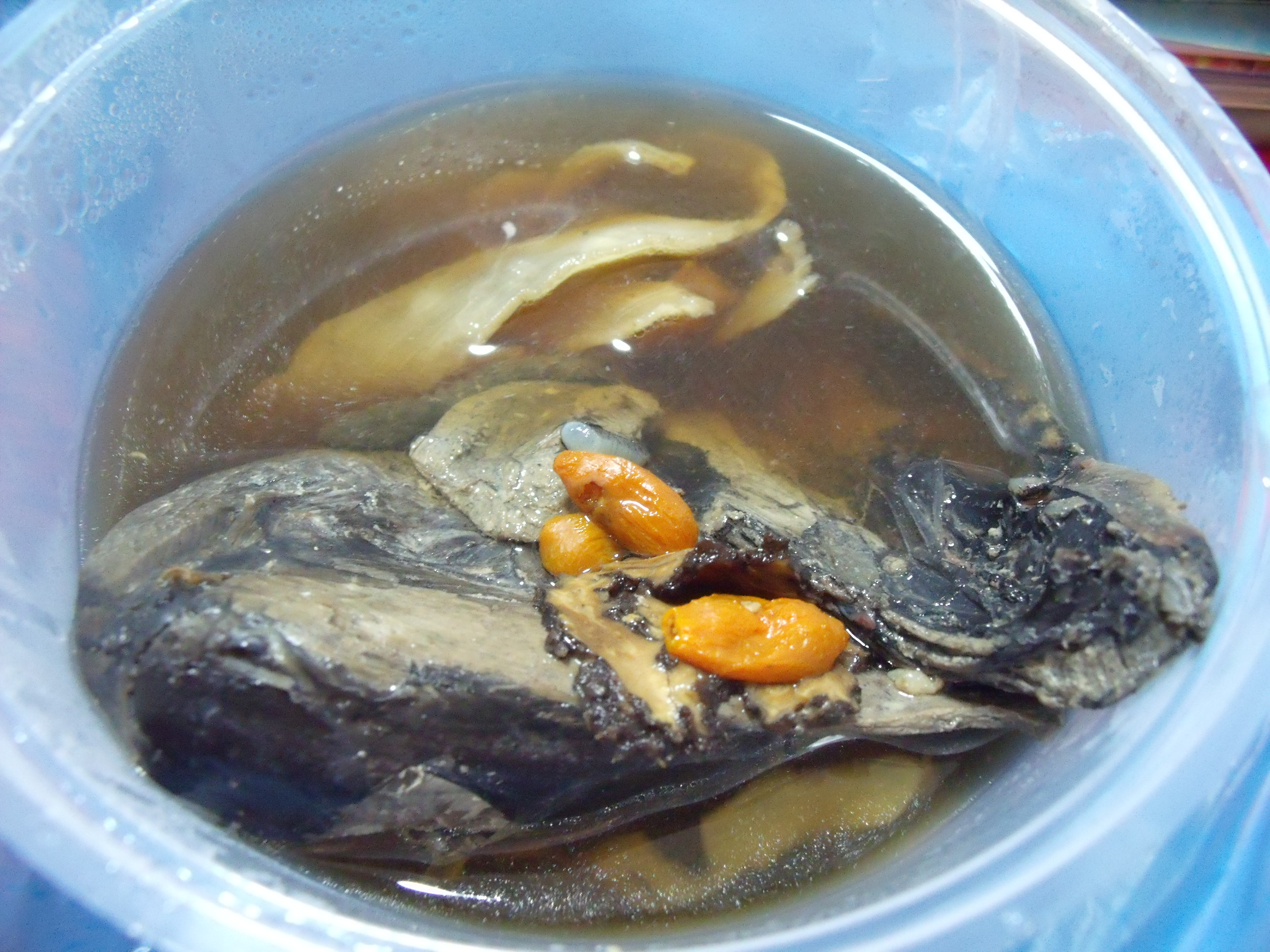
Soep van zijdehoen

In de regio Sunde, behorend tot de provincie Guangdong, heeft zich een industrie ontwikkeld om de restaurants in Hongkong te voorzien van zijdehoenproducten. Dooierolie, soep, meelproducten enzovoort zien een stijgende omzet.

## Het zijdehoen in de traditionele Chinese geneeskunde
Voornamelijk uit het vlees en de botten van het zijdehoen werd een traditioneel Chinees geneesmiddel, Wuji Baifeng-Wan, bereid tegen zwakte, vrouwenkwalen, buikloop, rugklachten, lever-, nier- en longziektes. Daartoe worden de bestanddelen samen met diverse kruiden en alcohol gekookt. Het genas naar verluidt Thien van nierstenen. Hij bericht bovendien dat een fabriek in Tianjin dit medicijn in de vorm van pillen maakt en dat in de omgeving van Peking een pluimveebedrijf bestaat met meer dan 20.000 zijdehoenders die uitsluitend voor medicinale doeleinden zijn bestemd. Uit het zwarte hoen wordt ook een middel tegen vruchtbaarheids- en potentieproblemen bereid als alternatief voor traditionele Chinese medicijnen uit bedreigde diersoorten zoals de neushoorns.